# Rathaus von Alcúdia

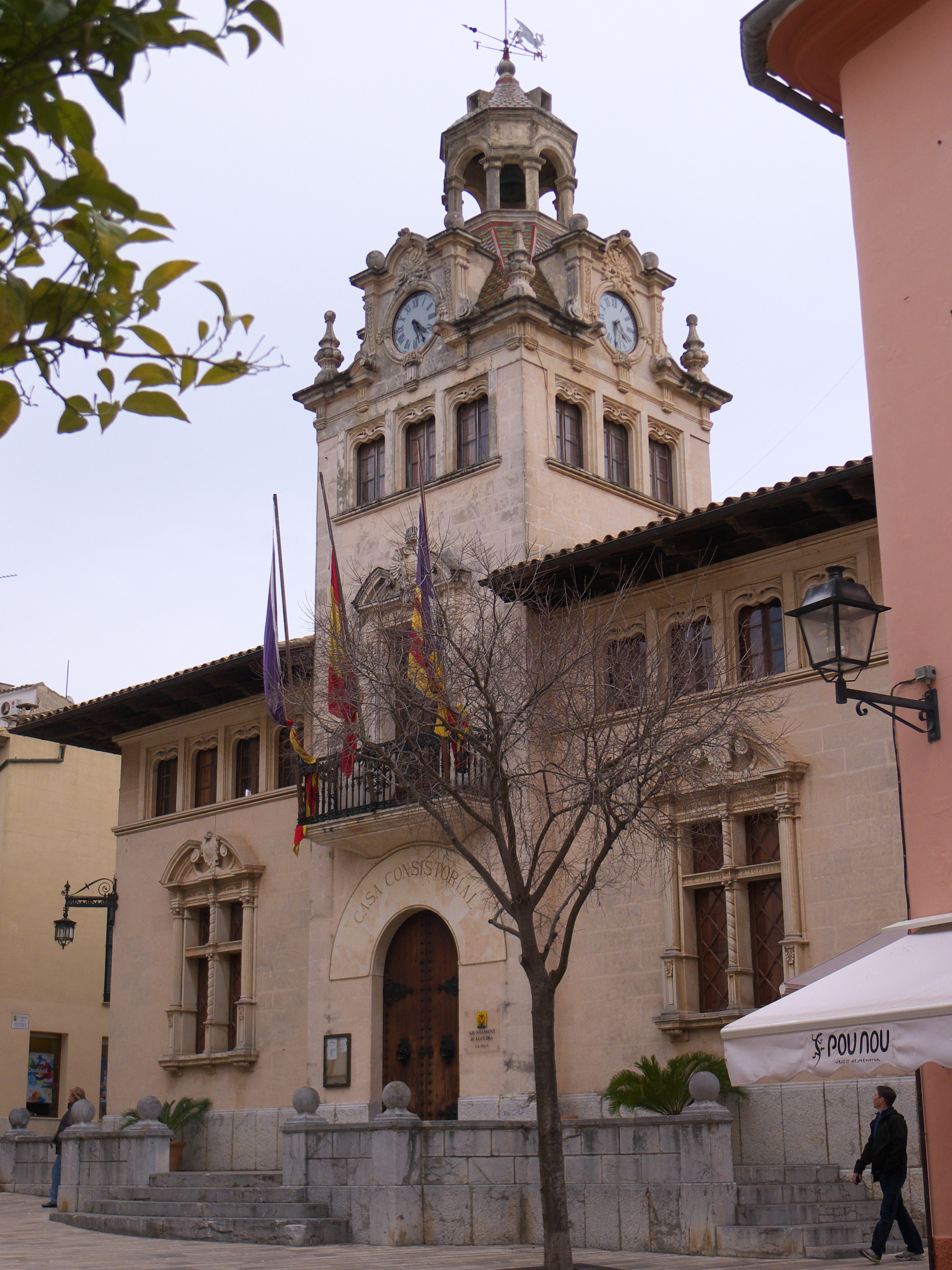
Rathaus von Alcúdia, 2012

Das Rathaus von Alcúdia (katalanisch: Ajuntament d’Alcúdia) ist das Rathaus der spanischen Gemeinde Alcúdia im nördlichen Teil der Mittelmeerinsel Mallorca.
Das Rathaus befindet sich im Zentrum Alcúdias an der Adresse Carrer Major 9 unmittelbar am Placeta de les Verdures. 
Das auch als Casa Consistoral bezeichnete Gebäude wurde im Jahr 1523 errichtet. Es ist im Stil der Renaissance gestaltet und üppig verziert. Dominiert wird der Bau von einem mittig angeordnetem, mit grünen und roten Ziegeln gedecktem und von einer Laterne bekröntem Turm.